# Saber Marionette J
Saber Marionette J (セイバーマリオネットJ, Seibā Marionetto J) é uma série de anime da franquia Saber Marionette, criada por Satoru Akahori e character design de Tsukasa Kotobuki. Conta a história de Mamiya Otaru e suas três marionetes, que são robôs humanóides do sexo feminino.
A série foi exibida originalmente pela TV Tokyo entre 1º de outubro de 1996 e 25 de março de 1997.

## História
A série se passa em Terra II, um planeta distante da Terra. Trezentos anos antes do início da história, o navio colônia humana Mesopotâmia sofreu uma grande catástrofe, que matou quase todos a bordo. Seis homens fugiram usando um pod de emergência e conseguiram pousar na superfície do planeta. Sem meios para retornar ou contatar a Terra, eles decidiram colonizar o planeta usando clones de si mesmos. Seis nações são criadas, cada uma governada por seis clones diretos dos colonos originais, enquanto as nações em si são povoadas por clones geneticamente modificados.
No entanto o seu equipamento não foi capaz de produzir clones do sexo feminino a partir de material genético masculino, o que resultou em uma população totalmente masculina. Para substituir as mulheres, os habitantes de Terra II, criaram marionetes, robôs que se assemelham fisicamente ao sexo feminino e preencheram o seu papel na sociedade, na sua maioria como acompanhantes para os homens. No entanto, eles são completamente desprovidos de personalidade e comportamento consciente, assim, na sua maioria são consideradas como objetos e símbolos de status. Marionetes são usadas também como objetivo geral de robôs, tendo como tarefas trabalho pesado e combate.
O personagem principal da história é Mamiya Otaru, um menino normal do país de Japones cuja vida é alterada, encontrando Lime (e, eventualmente, Cherry e Bloodberry). As três são radicalmente diferentes das marionetes regulares porque atuam em sua própria vontade e parecem ter suas próprias personalidades completas. As três também se apaixonam completamente por Otaru e constantemente competem por seu carinho, dando algum problema para o menino que não sabe realmente o que fazer com três marionetes que agem de forma tão diferente das outras.
Enquanto isso, o líder de Gartland, Fausto, coloca em marcha um plano para dominar o mundo com sucesso e invadir a vizinha São Petersburgo. Ele também tenta assassinar shogun de Japoness (ilusão ao Japão na série) Ieyasu, embora isso seja frustrado pelas marionetes de Otaru. Ieyasu revela à Otaru que suas marionetes são especiais porque são equipadas com um circuito especial que lhes dá uma vida com personalidade. No entanto, as marionetes ainda precisam "crescer" emocionalmente para atingir a personalidade completa de uma mulher, e Otaru foi escolhido como seu tutor já que ele poderia dar-lhes a experiência necessária através de suas interações com elas. Otaru e suas marionetes são compelidos a se infiltrar em Gartland e tentar evitar que os planos de Fausto para invadir Japoness.
Por outro lado, Fausto tem seu próprio conjunto de marionetes também com o circuito de personalidade, as saber dolls Tiger, Luchs e Panther, que têm personalidades análogas às das marionetes de Otaru. Mas, ao contrário de Otaru, que ama e cuida de seu Sabers com todo seu coração, Fausto trata suas marionetes como soldados descartáveis e abusa fisicamente delas, apesar de sua dedicação e, sobretudo, amor por ele. Frustrado pela falta de crescimento em suas marionetes, ele ordena-lhes roubar o circuito das três marionetes de Otaru em Japoness, mas isso resulta apenas no circuito de Lime perdido e na destruição de Tiger.
Sem o circuito, as marionetes são como robôs sem emoção. O roubo do circuito de Lime faz com que Otaru saia em uma busca desesperada pelo mesmo. Por fim é recuperado de seu profesor Soemon Obichii, que pretendia utilizá-lo para tornar sua amante marionete, Koiyuki, a fim de dar personalidade para ela assim como as marionetes de Otaru. 
A alegria de Otaru pela recuperação do circuito de Lime é de curta duração, já que a nave Mesopotâmia lança um ataque contra a Terra II e sua população. Em seguida, é revelado que o verdadeiro propósito de Lime, Cherry e Bloodberry é agir como substitutos para Lorelei, a única mulher de verdade sobrevivente da expedição original, que foi tomada como refém pelo computador principal da nave e é mantida em estado criogênico.
Em um ato de autossacrifício as três marionetes abandonam Otaru e oferecem os seus circuitos totalmente amadurecidos ao computador da nave, e a combinação de personalidade das três duplica a personalidade Lorelei, uma mulher completa, para o computador da nave, convencendo-o a liberar Lorelei e cessar os ataques contra o planeta.
Lorelei é liberada pelo ato das três marionetes e vai para o planeta, onde fornece seu material genético para a produção do sexo feminino, marcando o fim aparente da idade das marionetes. No entanto, Lorelei lembra o mundo de homenageá-las pelos papéis que desempenharam na sociedade, e em especial as três marionetes de Otaru, que voluntariamente se sacrificaram.
Tudo isso cai em ouvidos surdos para Otaru, que perdeu tudo o que ele amava. E, no entanto, quando ele perdeu a esperança, algo parece deixar a Mesopotâmia e voltar à Terra II. Otaru retorna a Japoness e inicia um novo capítulo em sua vida mais uma vez. Fausto também inicia uma nova vida com sua Saber Dolls depois de ver o que suas más ambições trouxeram-lhe, bem como vendo Terra II quase ser aniquilada pela Mesopotâmia. Ele também abandonou a sua posição como líder de Gartland.

## Terra II
Terra II é o planeta em que a maioria dos eventos da saga Saber Marionette J lugar.
É politicamente dividido em seis cidades-estados, cada período lembrando nações da Terra. Cada nação é liderada pelos clones do original seis sobreviventes do desastre Mesopotâmia.
- Gartland (Alemanha nazista), liderado por Fausto.
- Japoness (Japão Feudal), liderado por Ieyasu.
- Peterburg (czarista, pré-soviética Rússia), liderado por Alexander.
- New Texas (hoje Estados Unidos), conduzido por Joy.
- Xi'an China (antigo), liderado por Wong.
- Romana Medieval (Itália), liderado por Vilay.

## Pesonagens
- Otaru Namiya (间宫小樽, Otaru Mamiya)

O protagonista. Um cidadão de Japoness, um país de Terra II que se assemelha ao Japão feudal e guardião dos Sabers Japoness: Lime, Cherry, & Bloodberry. Ele finalmente descobre as três marionetes e forma uma espécie de família com elas. Inicialmente, Otaru parece ser muito assexuado e torna-se constantemente oprimido pelas marionetes e seu afeto, que ele retorna apenas platonicamente, e igualmente para as três. Sua arma é um Jitte cuja lâmina pode estender a tornar-se uma espada e da cauda do que pode ser usado para carretel seus amigos para a segurança. Ele tem duas cores de cabelo distintas, marrom na frente e marrom escuro nas costas.
- Lime (ライム, Raimu Lime em Inglês)

A marionete possuindo o kairo otome, um circuito que lhe permite agir quase indistinguíveis de uma garota humana. Ela é a mais crianças como marionetes do principal, com uma personalidade, ingênuo animada, ensolarado, enérgico e brincalhão. ( "Yoo-hoo" torna-se algo de slogan Lime), e, portanto, freqüentemente solicita a todos os tipos de perguntas sobre a vida de Otaru. Porque ela Otome Kairo faz seu ato como uma pré-menina adolescente ao contrário de uma mulher madura, Lime não partilha o outro marionetes Otome Kairo "(Cherry, Bloodberry, e as bonecas do Saber) medo dos ratos. O mais rápido dos três, ela tem velocidades surpreendentes que podem até mesmo se rivalizar com o Mitsurugi Hanagata 3000GT visto no Episódio 1. Ela tem cabelo longo azul, que é puxado para trás com um lenço amarelo com uma longa bolha enfeite vermelho. Sua roupa é composto por um branco, amarelo-aparado "casaco" sobre uma roupa preta. Ao andar, cal e as outras marionetes fazer um som chiado muito parecido com o barulho de um martelo de brinquedo, uma reminiscência de um estilo popular de sapato de criança no Japão.
- Cherry (チェリー, Cherie, Cherry em Inglês)

Ela é a segunda de marionetes otome Japoness "Kairo. Ela é a mãe dos três e age como o estereótipo perfeito da mulher japonesa, destacando a cozinhar e fazer tudo para agradar a "Master" Otaru, que é o assunto de sua freqüente devaneios românticos, em que ela entra em over-romântico frenesis e perde de vista seus objetivos atuais. Ela é, no entanto, bastante inteligente e equipada com os melhores sensores dos três. Ela é frequentemente ridicularizado pelo Bloodberry por ser muito doce e suave e é muitas vezes ridicularizado por serem feias. Em vez disso, suas fantasias amorosas e as interações com Otaru tendem a se concentrar em seu para trás. Ela tem duas caudas longas de cabelo roxo e geralmente se veste com um quimono rosa. Apesar de sua natureza doce, ela pode ser assustadora quando ela perde a paciência.
- Bloodberry (ブラドベリー, Buradoberī em Inglês Bloodberry)

Ela é a terceira de marionetes otome Japoness "Kairo. Ela representa o lado agressivo da feminilidade, sendo bastante forte, violenta, teimosa, impulsiva e muito amorosa. Ela tem seios enormes, e é muito orgulhosa deste fato, muitas vezes provocando Cherry, em particular. Ela é também a mais sexy das três, muitas vezes, prometendo "fazer um homem" de Otaru, sufocando-o com seus seios grandes e quantidades infinitas de carinho físico e pressioná-lo a casar. Por sua parte, Otaru é muito mais receptivo aos avanços evidentes Bloodberry do que o protagonista harém média, muitas vezes indo tão longe como elogio ao seu busto enorme, para seu deleite. Embora uma gatinha na presença de Otaru, ela é uma leoa na batalha. Ela luta feroz e bravamente e tem mais potência física. Ela veste uma roupa preta e laranja, com o cabelo vermelho em um rabo de cavalo alto.
- Mitsurugi Hanagata (花形美剣, Hanagata Mitsurugi)

Inicialmente, uma rico, mimado, bonito inimigo de Otaru, mais tarde revelou ter sentimentos homossexuais para ele (que não é um resultado incomum, devido à ausência de fêmeas reais em Terra II). Despreza as marionetes de Otaru, vendo-as como rivais, e é freqüentemente abusado fisicamente por elas (especialmente Bloodberry) para alívio cômico. Hanagata frequentemente tenta seduzir Otaru com sua subdesenvolvidos, costela de expor-se no peito. Eventualmente, os cinco deles em resolver uma certa convivência pacífica e de amizade. Ele tem um irmão mais novo chamado Yumeji.
- Yumeji Hanagata (花形梦二, Hanagata Yumeji)

É o irmão mais novo de Hanagata e é muito semelhante a ela. Amigo de Lima e as Pontas, que são animais de cores diferentes que vivem na Terra 2.
- Tokugawa Ieyasu (徳川家安, Tokugawa Ieyasu)

Ele é o Shogun do Japoness, a encarnação 15 clonado do original. Todos os cidadãos Japoness são geneticamente descendentes dele ou de um de seus antepassados. Ele tem uma personalidade descontraída, mesmo nos momentos de perigo, mas ele ainda toma as ameaças ao seu povo a sério. No amor com Lorelei, ele criou Lime, Cherry e Bloodberry na tentativa de resgatá-la, mas não está claro se ela voltou seus sentimentos. Ele é assassinado pelas Dolls Saber em sua própria fortaleza, o castelo Japoness. Ele é, obviamente, com o nome do Shogun da vida real do Japão Tokugawa Ieyasu. Curiosamente, o original Ieyasu (e provavelmente todos os clones em um ponto) se assemelhava um Otaru mais velhos. Ele é chamado de "vovô Ieyasu" por Lime.
- Hikozaemon Oekubo (大江久保彦左卫门, Ōekubo Hikozaemon)

Ele é o assistente de confiança pessoal do Shogun Ieyasu. Parece ser o segundo no comando do país de Japoness, após o Shogun mesmo. Ele é mais sério e rigoroso do que o Shogun. Ele foi morto pelo Dolls Saber junto com o Shogun.
- Gartland [ガルトランド] Faust (ファウスト, Faust Fausuto em Inglês)

O líder do Gartland, generalíssimo das forças militares do país, ea encarnação 10 clone do Faust original é o principal antagonista da série. Ele é o mestre das bonecas do Saber: Tiger, Luchs e Panther. Ele está determinado a conquistar todos os da Terra II e as regras de seu país com mão de ferro. Também é notável que o regime de Fausto assemelha-se Adolf Hitler 's e Gartland assemelha-se a Alemanha nazista. Faust criou as bonecas do Saber também em uma tentativa de salvar Lorelei. Ele é muitas vezes chamado de o "Führer", por seus soldados. Ele tem um culto à personalidade enorme em torno dele como a maioria dos ditadores. Fausto era uma vez uma espécie de garoto de bom coração até que sua mente foi alterada por seu pai "," Faust a 9, para sucedê-lo como líder do Gartland. Como resultado, Fausto tornou-se um tirano cruel Powermad. Perto do final da série, Fausto vê o erro de seus maus caminhos, uma vez que ele vê queda Gartland em anarquia e vendo colapso Tiger em seus braços. Após a destruição da Mesopotâmia, ele reformas e começa uma nova vida com seus bonecos, além de ser um amigo próximo e aliado de Otaru e seus sabres.
- Tigresa (ティーゲル, Tīgeru em Inglês Tiger)

Uma das primeiras Saber Dolls de Faust, e, assim, equipado com o Otome Kairo. Ela é a de líder de facto do Dolls. Ela tem cabelo curto vermelho e usa uma espada / arma chicote. É aproximadamente o equivalente de cal, principalmente em velocidade e agilidade, mas não tão ingênuo e como as outras duas bonecas muito mais busty. Dos 3, ela mostra uma devoção mais intensa e amor por Fausto e morreria por ele. Faust Quando era criança, ele viu Tiger como quase uma mãe para ele e ela o amava tanto para a mãe e romanticamente. Como resultado, Kairo otome Tiger foi amadurecendo à taxa que deveria por causa do amor que ela mostrou Faust, bem como o amor que ele voltou. Infelizmente, Fausto foi tirada para satisfazer o desejo de seu pai "para governar Gartland. Tiger testemunhou em primeira mão ao ver Fausto-se um negro de coração, sangue-frio diabo e era mesmo um tapa pelo "novo" Faust e, portanto, o crescimento do seu circuito foi prejudicado por atitude nova Fausto cruel e abusivo. No entanto, ela permaneceu leal e ainda o amava, na esperança de que ele voltaria para o Fausto sabia quando era um menino. É interessante notar que o tigre se parece com Chocolate Misu em sua forma dominadora da série Sorcerer Hunters. Seu nome vem do Tiger I Guerra Mundial veículos blindados de combate.
- Lynx (ルクス, Rikusu em Inglês Luchs)

Ela é mais uma das Saber Fausto Dolls, o equivalente a Cherry. Usa armas de projécteis e não está acima de manipular e enganar seus companheiros para seu próprio benefício. Ela tem uma personalidade muito misterioso e distante, mas tem sido conhecida por agir bobo em certas ocasiões. Tem cabelo comprido azul, que é mantida em um rabo de cavalo com a franja cobrindo um, se não os dois, de seus olhos e seu uniforme contém uma minissaia corte curto, de modo a esse respeito, ela se parece mais com uma secretária sexy do que um soldado. Ela também tem o mesmo tipo de sensores avançados como Cherry. Seu nome significa Lynx em alemão. Ela também foi o primeiro dos Sabers Otaru que "beijou". Ele fez isso a fim de encerrar o computador principal Gartland's. No OVA, Luchs mostrou um flash do seu agora-friendly Cherry rivais quando ela fantasiava sobre o vencimento afetos Fausto por cozinhar para ele, no qual ela foi para o mesmo excesso de delírios amorosos como Cherry faz por Otaru. Além disso, na esperança de ganhar o afeto de Fausto, Luchs também tenta seduzir Otaru (a quem ela pode até ter uma paixão genuína, bem como decorrente talvez do Otaru beijo plantada sobre ela na primeira série). Seu nome vem do Panzer II Guerra Mundial veículos blindados de combate, tipo de reservatório "Luchs".
- Panta (パンター, a Panter, Panther em Inglês)

O terceiro do Saber Fausto Dolls, contrapartida de Bloodberry. Das bonecas, ela é vista como touro Fausto poço e é o mais ambicioso, sempre pronto para defender sua honra e orgulho a todo custo. Ela tem cabelos loiros e uma estrela-tapa-olho em forma que possa emitir um feixe de laser, embora na maior parte fights bare-handed. Como todas as bonecas do Saber, tem uma alta, voluptuosa construir e mostra-lo em uma inspiração militar uniforme preto e branco, ela também usa calças que estão apertadas na perna, mas extremamente folgado nos quadris, um pouco reminiscente de militares a cavalo calças. No OVA, Panther tem seus cabelos cortados. Também amigos, Panther e Bloodberry-se bem no OVA. Como Luchs, Panther também tenta seduzir Otaru, na esperança de conquistar o amor de Fausto. Na mesma série, também é revelado que ela é bastante poeta um. Seu nome vem do Panzer V Panther II Guerra Mundial de combate blindado.
- Tamasaburou (玉三郎, Tamasaburō)

É uma marionete da guarda de elite imperial de Japoness, usa uma naginata como uma arma. Ela não é indicada para ter o kairo otome, mas comporta-se notavelmente vida como em comparação com outras marionetes regular. Após a morte do Shogun, ela é revelada para conter as suas memórias e personalidade, mas não está claro se este era o caso anteriormente.
- Baikou (梅幸, Baika)

A outra metade da guarda imperial, usando duas vigas espada como arma. Como Tamasaburo, ela é revelada mais tarde para conter a personalidade do Shogun segundo em comando, Hikozaemon.
- Mesopotâmia

Refere-se tanto do navio que transportou os colonizadores originais Terra II e no computador principal do referido navio. Designed by Lorelei, ele se apaixonou por ela e boicotado a missão, levando-a em cativeiro e matar todos, mas seis dos colonizadores. O plano era de Fausto e Ieyasu ter três circuitos solteira madura e então usá-los juntos como um substituto para Lorelie. A Mesopotâmia entretanto começou a figue esta fora e atacou Terra II. Fausto explicou que, se eles estavam a usar os três circuitos madura maiden, a Mesopotâmia iria parar o seu ataque, porque apesar de ser em animação suspensa, Lorelei ainda estava envelhecida. Mas com os três circuitos Maiden juntos, ele agora teria um amante que nunca envelhecem. Lime, Cherry e Bloodberry (contra Otaru desejos) passou abboard da Mesopotâmia e deu de bom grado os seus circuitos para ele. Lorelie foi lançado, porém algo inesperado aconteceu, a Mesopotâmia começou a chorar (possivelmente devido ao perceber toda a dor que estava causando para as meninas e Otaru). No final, a Mesopotâmia enviado Lime, Cherry e Bloodberry volta para Otaru. É nomeado após a área Mesopotâmia no Mundo Antigo que coincide estreitamente com a nação moderna do Iraque.
- Gennai Shiraga (白髪源内, Gennai Shiraga)

Um residente Japoness 'ancião e cientista louco / inventor. Ele ajuda a Otaru e suas marionetes em algumas das maneiras mais engenhosas e absurda. Ele é normalmente chamado de "vovô", de cal e "Gennie-Poo", por Bloodberry.
- Souemon Obiichi (帯市苍右卫门, Obiichi Sōemon)

Um artista marcial e extraordinaire espadachim; também Otaru do sensei. Obiichi tomou Otaru em quando ele era um menino depois de vê-lo sendo intimidado pelos outros meninos. Ele quase nunca abre os olhos, mas ele esconde um segredo sombrio. Ele foi o primeiro homem a amar uma marionete, como se fosse uma mulher real, o nome da marionete foi Koiyuki. Ostracizado pelos cidadãos de Japoness, Obiichi tomou Koiyuki e fugiu para Gartland, onde foi resgatado por Fausto como ele desmaiou na rua. Foi aí que ele percebeu Tiger sorriu para ele. Ele percebeu que esta era a primeira vez que uma marionete mostrou as emoções humanas e ele precisava de o circuito de solteira para Koyuki a fazer o mesmo. Ele jurou lealdade a Fausto e mudou seu nome para Ruebens. Ele é responsável por roubar circuito de cal virgem e tentar apagá-lo, a fim de usá-lo em Koyuki. Otaru confronta seu sensei e ouve sua triste história no processo. Um soldado marionete Gartland foi enviado para matar Obiichi por sua desobediência a Fausto, mas acabou prejudicando Koyuki antes de ser esmagada. Desolado, ele retornou circuito de cal virgem para Otaru antes de sair com Koiyuki. Ele fez uma pequena aparição, no final, mostrando que ele estava vivendo em algum lugar do país e do lado tinha reparado Koiyuki.
- Dr. Hess (ドクターヘス, Dokutā Hesu)

O cientista chefe da Gartland. Faust serviu com grande orgulho e foi responsável pela maior parte das armas da nação e veículos. Quando Fausto foi derrubado, ele se virou contra ele. Em Saber Marionette J to X, ele se tornaria o principal antagonista e também foi revelado nesta série a ser o primeiro homem na Terra II.
- Comandante Gettel (ゲッテル, Getteru)

Um dos generais de Fausto. Faust o coloca no comando das bonecas Saber quando ele falhou. No entanto, ele despreza as bonecas e eles, por sua vez, desprezam.
- Lorelei (ローレライ, Rorerai)

Criado por um sistema operacional da Mesopotâmia, com qualidades humanas, mas sua emoção são instáveis e que se rebelou contra a tripulação. Por 300 anos, ele estava dormindo uma câmara criogênica até que ele foi resgatado. Desde então vive em Japoness ao amparo de Baikou e Tamasaburou. Ela reformulou o Museu dos Pioneiros Japoness. Sua personalidade é algo inexplicável.

## Dubladores Japoneses
- Yuka Imai - Otaru Namiya

- Megumi Hayashibara - Lime

- Yuri Shiratori - Cherry

- Akiko Hiramatsu - Bloodberry

- Takehito Koyasu - Hanagata Mitsurugi

- Kenichi Ogata - Tokugawa Ieyasu

- Shigeru Chiba - Oekubo Hikozaemon

- Ai Orikasa - Baika

- Maria Kawamura - Tamasaburou

- Nobuo Tobita - Obiichi Soemon

- Yuuichi Nagashima - Gennai Shiraga

- Yuri Amano - Lorelei

- Hikaru Midorikawa - Faust Fausuto

- Urara Takano - Tigresa

- Mizutani Yuuko - Luchs

- Kikuko Inoue  - Panta

- Tomohiro Nishimura - Dr. Hess

- Kenyuu Horiuchi - Comandante Gettel

## Música
- Tema de Abertura

"Successful Mission"
Interpretada por: Megumi Hayashibara
- Encerramento

"I'll Be There"
Interpretada por: Megumi Hayashibara

## Curiosidades
- Em um dos capítulos da série Cherry prepara um prato e Otaru diz que a comida é igual a que a mãe dele preparava. Isto não faz sentido, porque Otaru realmente nunca tivera uma mãe e todos os clones estão em Terra II.

- J é para o Japoness, o lugar onde se passa a série.

- O nome do japonês Shogun, Ieyasu Tokugawa, baseia-se o fundador do Shogunato Tokugawa do Japão, Tokugawa Ieyasu.

- Tiger, Panther e Luchs eram nomes de tanques alemães na Segunda Guerra Mundial.

- Fausto foi inspirado no poema trágico Faust do escritor alemão Johann Wolfgang von Goethe

## Sua exibição na tv no Brasil
- Na Locomotion

Inicialmente, a série Saber J e os ovas Saber R e Saber J Again foram exibidas com o único nome de Garotas Marionetes, até Saber J to X dar o ar da graça por aqui. Um ponto positivo para a  tv Locomotion, é o fato de sorte ter exibido todas as quatro séries dubladas pelo estúdio Brasileiro da Mastersound , que na época havia bastante outros animes com legendadas decentetemente claras de ler no começo de sua exibições ao passar os tempos até sua venda com grupo de tv americana as legendas deixava a desejar , fora de sicronia das falas com erros de português e era possível ver algumas oportunidades na trajetória final dos seus últimos anos próximos da extinção com duas legendas junto com o espanhol que cobria quase a metade da tela do canal os motivos que levou por operar seu satélite e sede no país da Venezuela em distribuir a transmissão no Brasil , apesar com isso tudo todas sagas Saber Marionttes foi dos poucos animes dublados na emissora.
- No Animax

Com a saída da tv Locomotion que foi comprada pela Sony que é a dona do Animax que , sómente as três séries da saga J , Again , to X do anime continuaram na programação do canal, mas deram um adeus ao público brasileiro na metade de 2006, depois de incansáveis 7 anos no ar. Com isso, Saber Marionette J se tornaram um dos anime que mais tempo ficaram no ar nas emissoras sem paralisações da tv brasileira.

## Recepção
Saber Marionette J conseguiu uma recepção positiva em geral. THEM Anime Reviews deu à série 5 de 5 estrelas, chamando-a de "Animação de alto nível, envolvendo história e personagens memoráveis que fazem deste um dos melhores. Se existisse uma falha a ser encontrada aqui, seria muito pequena para notar." O editor do agregador de críticas Mania.com, Chris Beveridge, classificou cada um dos três lançamentos norte-americanos como B, calculando sua média contando com uma história previsível, um lançamento sólido em geral, e que "Saber Marionette J é decente, embora nada excepcional no total."
No Anime News Network, o programa mantém uma classificação média de "Bom", com média de 7 em 10; o primeiro VHS também recebeu um B+. Avaliações menos favoráveis criticaram o enredo clichê, as vozes dos personagens e a arte pouco nítida.